# Maria Cocco
Maria Cocco (Nuraminis, 6 ottobre 1947) è una politica italiana, esponente del Partito Comunista Italiano.
È stata deputata per tre legislature consecutive, dal 1976 al 1987.

## Incarichi parlamentari

### VII Legislatura
- Componente dell'XI Commissione (Agricoltura e foreste)

### VIII Legislatura
- Componente dell'XI Commissione (Agricoltura e foreste)
- Componente della Commissione parlamentare per l'esercizio dei poteri di controllo sulla programmazione e sull'attuazione degli interventi straordinari nel Mezzogiorno

### IX Legislatura
- Vicepresidente dell'XI Commissione (Agricoltura e foreste)
- Componente della Giunta delle elezioni
- Componente della Commissione parlamentare per l'esercizio dei poteri di controllo sulla programmazione e sull'attuazione degli interventi straordinari nel Mezzogiorno